# Регіональний ландшафтний парк «Дністер»
Регіона́льний ландша́фтний парк «Дністе́р» — об'єкт природно-заповідного фонду України, регіональний ландшафтний парк.

## Загальні відомості
Розташований на території Суботівської, Бронницької, Ярузької сільських рад та Могилів-Подільської міської ради Могилів-Подільського району, Бушанської, Гальжбіївської та Михайлівської сільських рад Ямпільського районіу Вінницької області. 
Площа 6700 га. Створений у 2009 році. 
Статус надано для захисту й раціонального використання природних ресурсів і збереження біорізноманіття долини та акваторії річки Дністер з притоками і численними струмками по днищах балок. Територія Парку включає водно-болотні угіддя, схили річки Дністер, залісненні та степові території в долинах малих річок. Річка Дністер - один з основних екологічних коридорів для міграції птахів. Парк включає живописні геологічні відслонення «стінки». . 
По річці Дністер парк межує з молдовськими водно-болотними угіддями міжнародного значення «Унгурь-Голошниця». Входить до водно-болотного угіддя міжнародного значення «Лядова-Мурафа»  та Смарагдової мережі Європи.  

## Геологія і рельєф

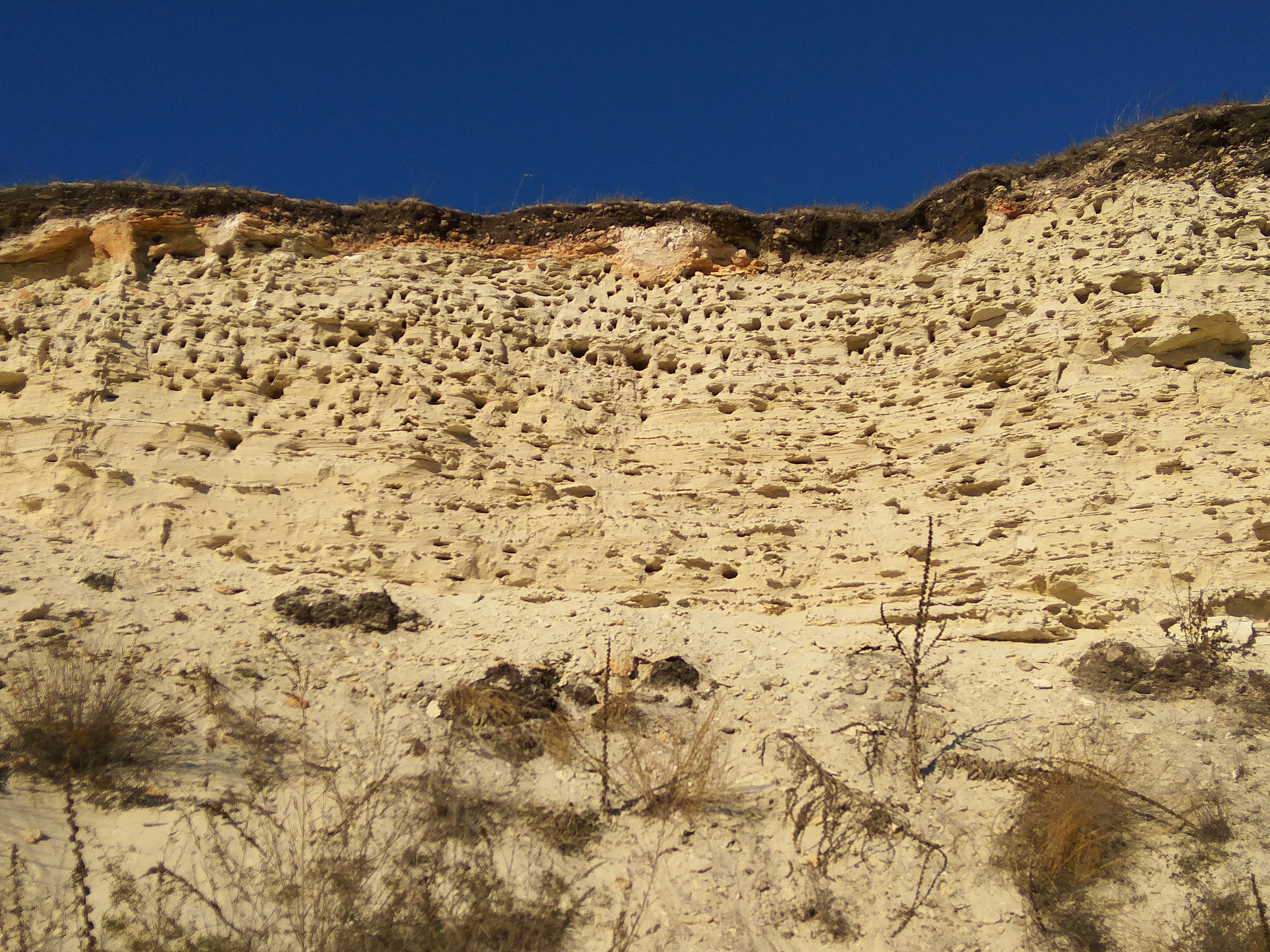
Відслонення у с. Садківці

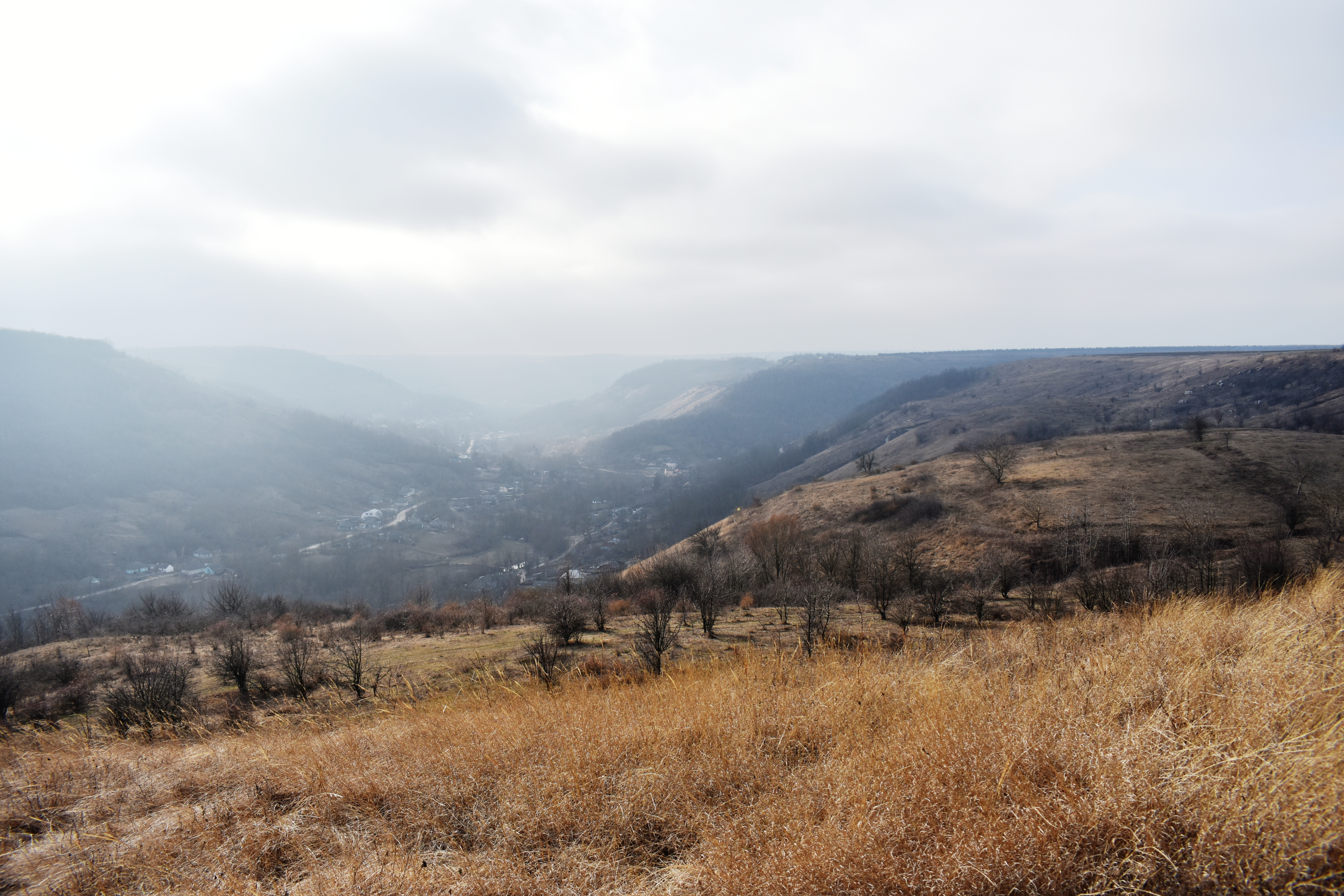
Долина річки Котлубаївка

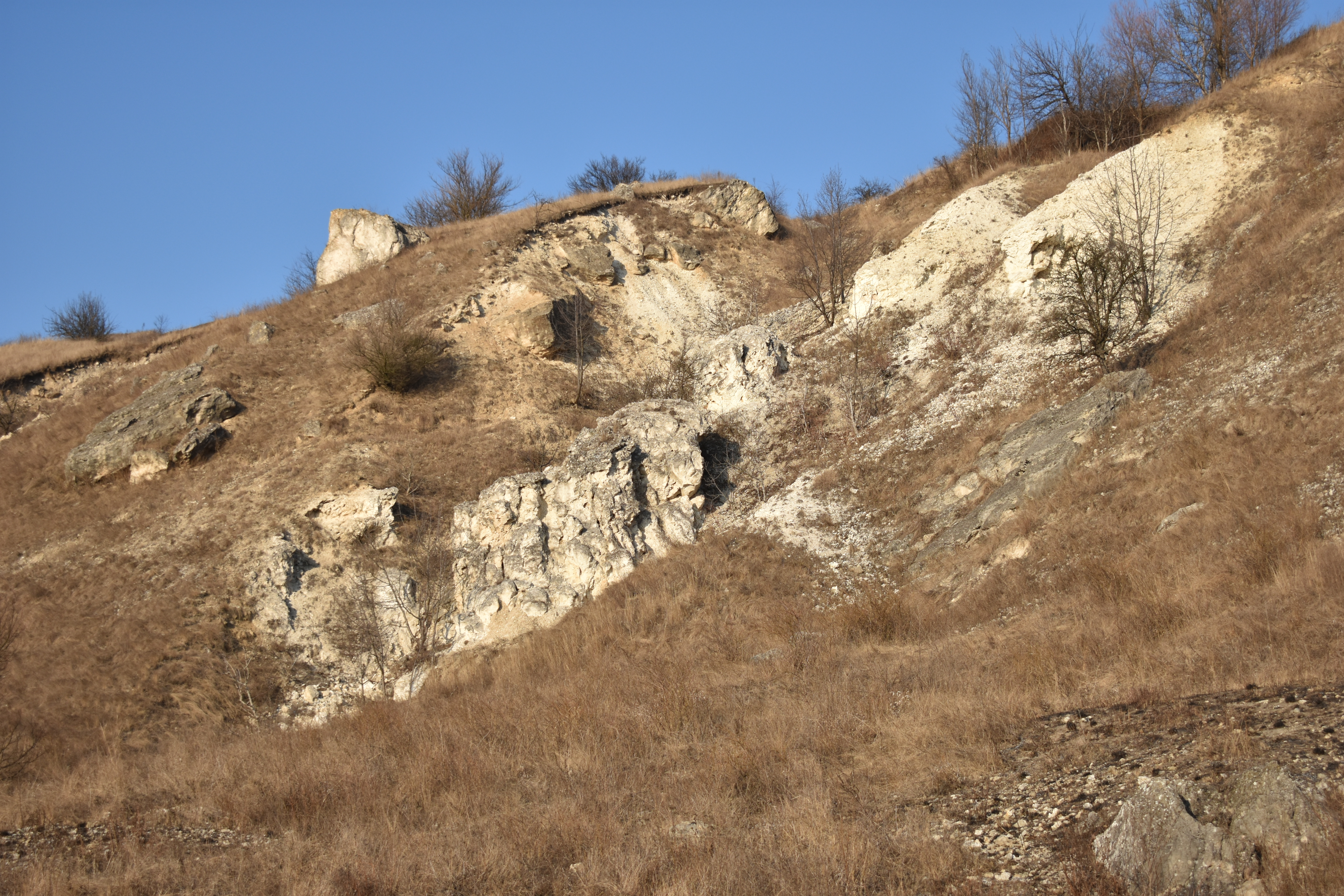
Відслонення в околицях м. Могилів-Подільський

Парк розташований у західній та південно-західній частині області. Ця місцевість пересічена численними водотоками басейну Дністра, долини яких врізаються в поверхню на 100-120 м. Лише 5% навколишньої території вкрито природною рослинністю, натомість 60-65% розорано. Природна рослинність збереглася переважно на схилових і хвилястих місцевостях, що включені до території Парку. 
У геологічному відношенні територія Парку розташована на південно-західній периферії Українського кристалічного щита. Найбільшу геологічну цінність мають відслонення порід вендського віку — останнього підрозділу протерозою тривалістю 650-570 млн. років. Серед вендських відкладів в даному регіоні добре представлена валдайська серія, яка поділяється на могилівську, яришівську та нагорянську світи. Кожна світа складається з окремих верств: могилівська — з ольчедаївських, ломозівських і ямпільських; яришівська — з лядовських, бернашівських, бронницьких і зіньківських; нагорянська — з джуржівських і калюських. 
Перекриваються вендські утворення крейдовими, неогеновими і четвертинними відкладами. Із крейдових відкладів на  поверхню виходять лише відклади сеноманського ярусу. Найбільше наукове й пізнавальне значення мають відслонення в околицях сіл Григорівка, Бронниця, Слобода-Яришівська, та у верхів'ї Борщового яру, на північно-східній околиці Могилева-Подільського. Представлені ці відклади вапняками, глинами, трепелами, опоками та кременем. Сарматські відклади неогенового періоду (вапняки, піски та глини) мають найбільше значення і поширення. 
Територія РЛП «Дністер» входить до геоморфологічного району Могилів-Подільського Придністров'я, підрайону Дністровських каньйонних терас. Долини приток Дністра у середній частині стають каньйоноподібними, заплави звужуються, річки набувають характеру гірських. Схили долини круті, інколи урвисті. Перепад висот між верхніми частинами схилів і днищами балок основних вододілів складає від 50-60 до 75 м. Яружно-балкова система характеризується численними відгалуженнями протяжністю від 0,5 до 1,5 км, які глибоко врізаються і розчленовують схили основних вододілів на ряд другорядних і зумовлюють сильну хвилястість поверхні. 
В межах Парку нараховується значна кількість кар'єрів різного віку та походження. Тут велись розробки глини, піску, опоки, пісковику, кремнію. Вони мали активний вплив на речовинний склад, структуру та режим ландшафтів навколишніх територій. Новоутворені техногенні ландшафти потребують відтворення та охорони. Вони можуть стати еталонами геологічних розрізів. Відпрацьовані кар'єри стають екологічними нішами для біоти природних ландщафтів, заростаючи кущами та різнотрав'ям вже через 5-7 років. Ці антропогенні комплекси поступово перетворились у сховища реліктових і ендемічних рослин. В умовах високої розораності кар'єрно-відвальні комплекси слугують місцем схову для диких тварин. Крім того, круті стінки кар'єрів приваблюють птахів, водні комплекси є місцем гніздування водоплавних та болотних пернатих.

## Ґрунтовий покрив
Геоморфологічна будова і рельєф місцевості, переважаня в минулому лісової рослинності, сприяли узворенню тут основного типу сірих лісостепових опідзолених ґрунтів, ясно-сірих, сірих, сірих на переході до темно-сірих, темно-сірих. В днищах балок та в заплавах річок сформувались лучні і лучно-болотні ґрунти, а на схилах чорноземно-лучні ґрунти на глинах.

## Клімат
Територія парку належить до теплого, недостатньо вологого агрокліматичного району. Середня температура липня — +21°С, січня — -5°С. Тривалість періоду з середніми добовими температурами понад 5°С становить 206 днів, понад 10°С — 167 днів. Сума активних температур — 2700-2800°С. Тривалість періоду із сніговим покривом — 50-55 днів. Середня річна кількість опадів — 504 мм, найбільше їх випадає у червні та липні.

## Рослинність

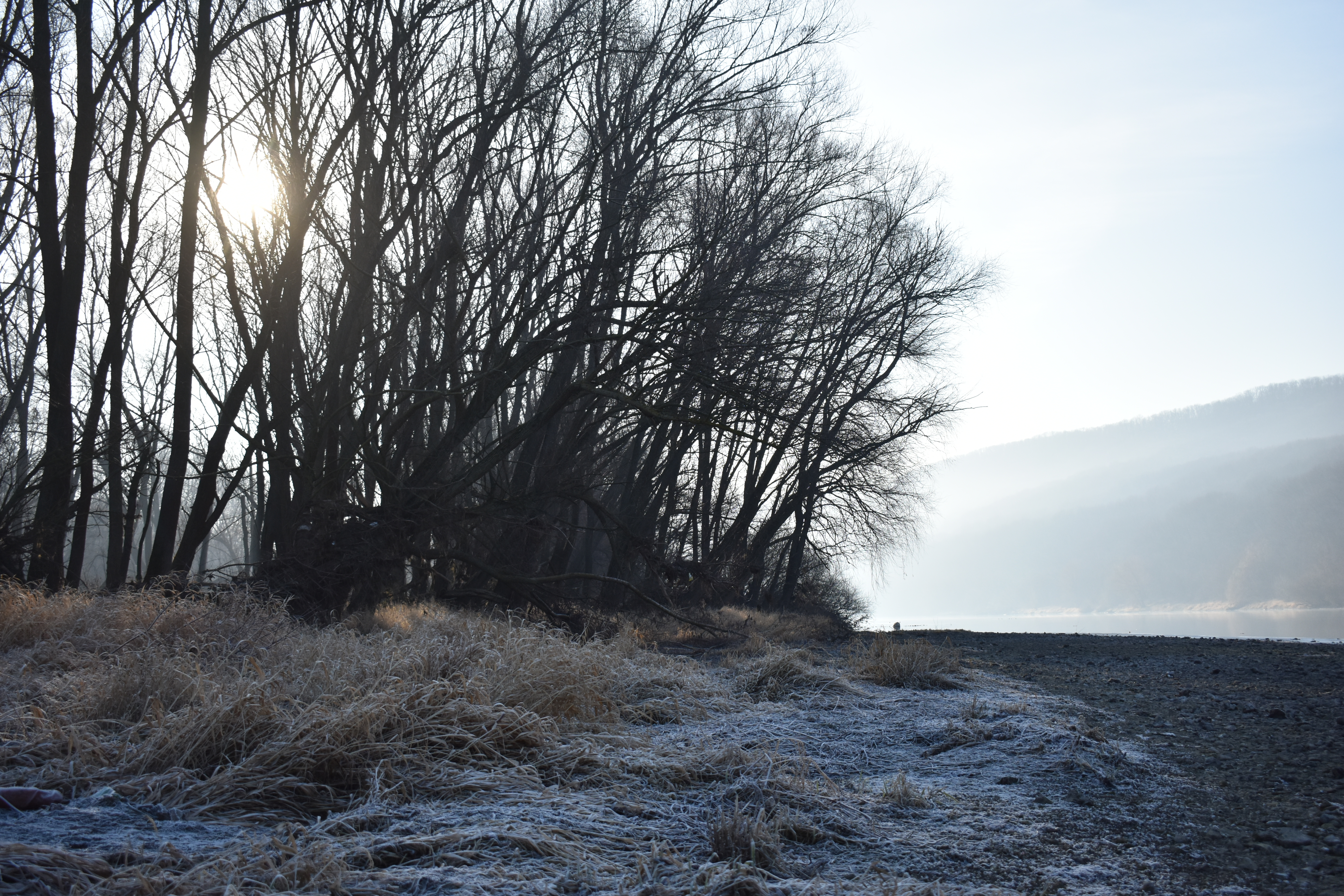
Зимовий ранок на Дністрі

За геоботанічним районування України Парк розташований в Центральноподільському окрузі грабово-дубових та дубових лісів і суходільних луків, Українській лісостепової підпровінції, Східноєвропейській лісостепової провінції дубових лісів, остепнених луків та лучних степів (за Я.П.Дідухом та Ю.Р.Шеляг-Сосонко, 2003). 
Флора Парку налічує понад 300 видів судинних рослин. Основні рослинні угруповання: кальцепетрофітні агломерації, лучно-степові, степові, лісові, прибережно-водні, водні. Також тут збереглися популяції  рідкісних видів рослин, що різко скоротили свою чисельність та поширення в останні десятиліття. 

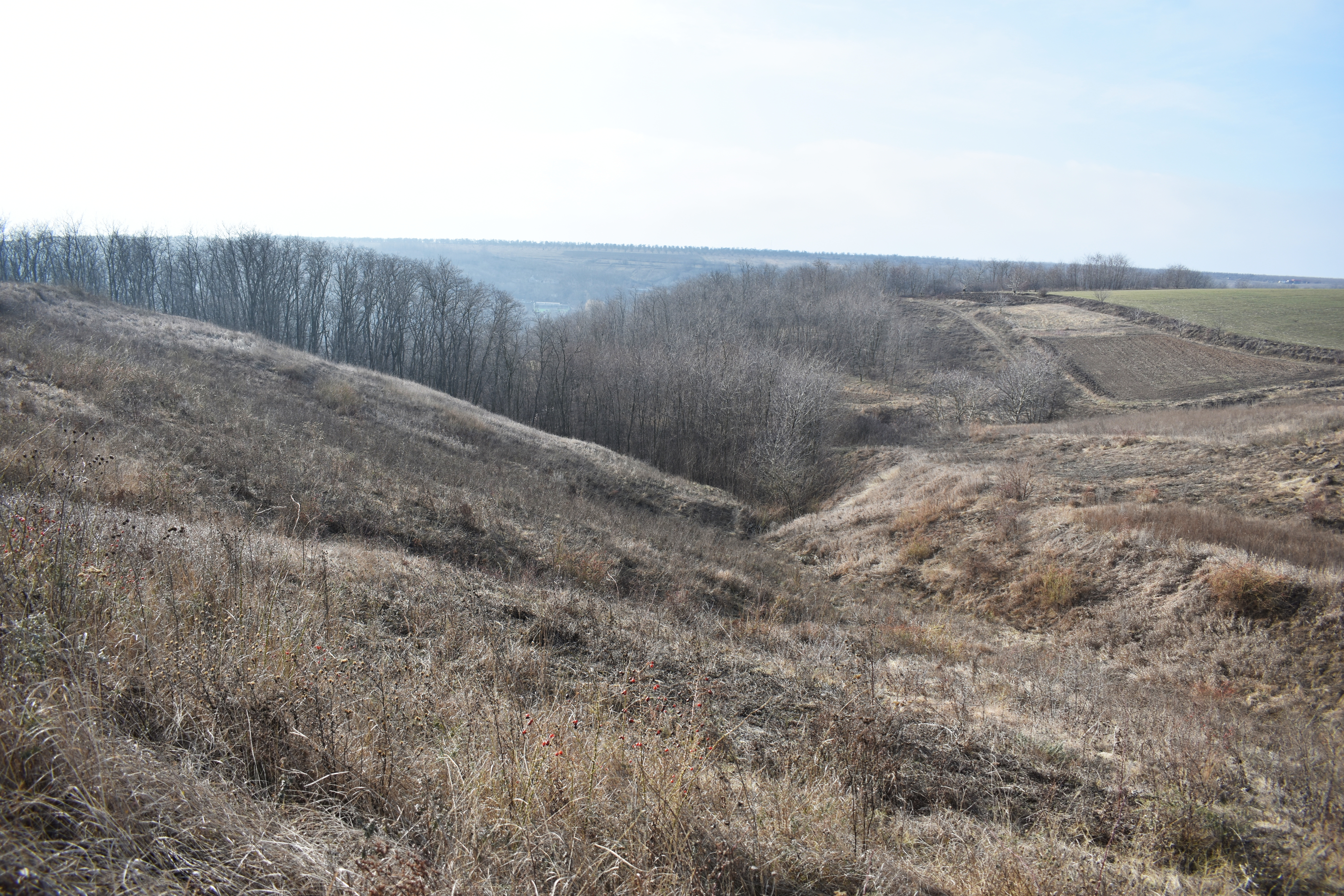
Степові схили в районі с. Криштофівка

У складі рослинності Парку є представники бореальної, неморальної, понтичної та середземноморської флори. Бореальні види: сосна звичайна, ялина європейська, веснівка дволиста, жимолость пухнаста, квасениця пухнаста, купина запашна. Неморальні види: бруслина бородавчаста і європейська, груша звичайна, дуб звичайний і скельний, клен польовий, липа дрібнолиста, ліщина звичайна, яблуня лісова, явір, ясен звичайний, купина широколиста, медунка темна, купина багатоквіткова, копитняк європейський, скополія карніолійська, тонконіг дібровний, осока волосиста. 

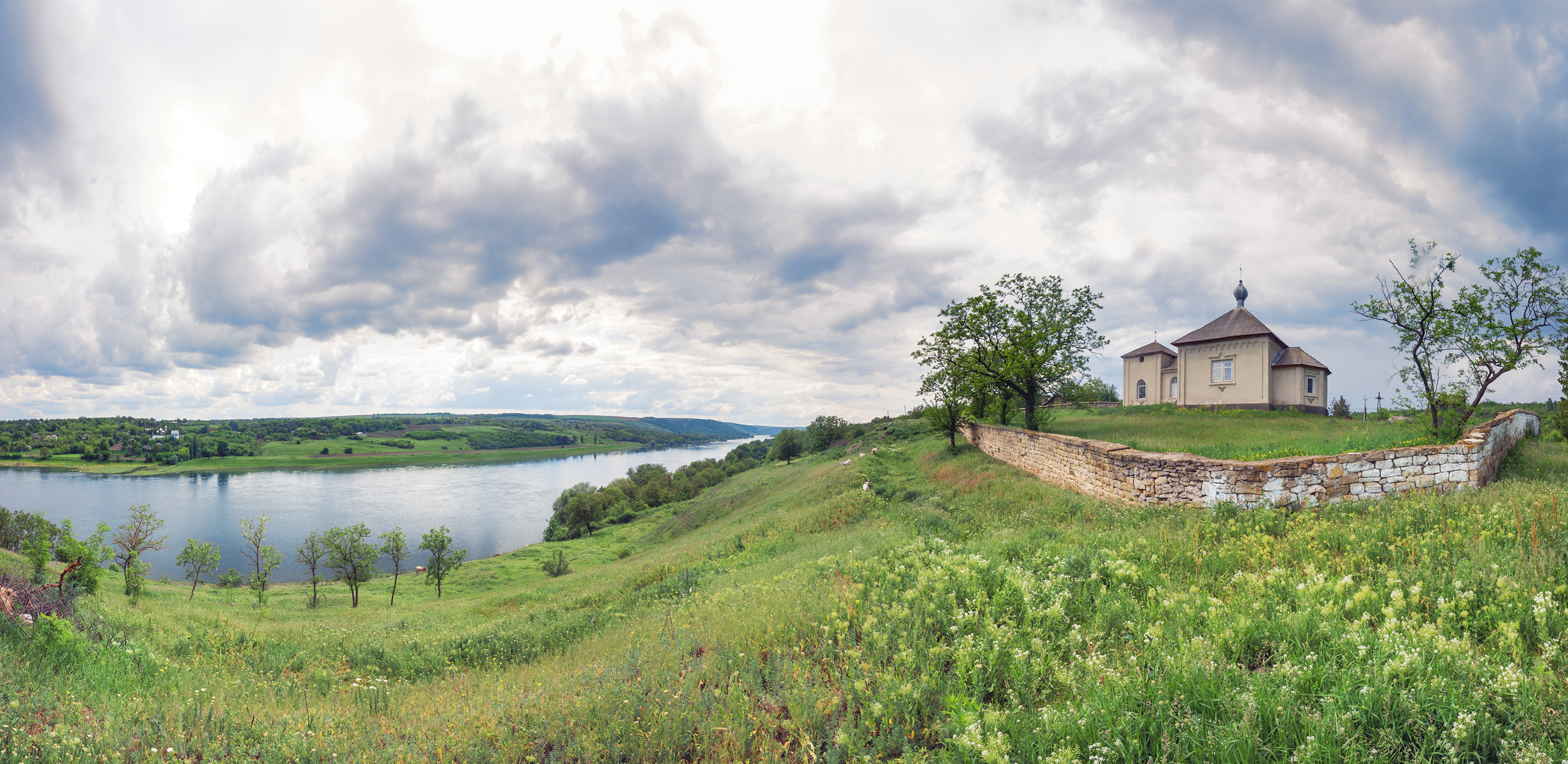
РЛП Дністер в районі с. Яруга

Трапляються рідкісні для Поділля лісові угруповання реліктової флори (дуб скельний і пухнастий, скополія карніолійська та орхідеї). В підліску-ліщина і кизил. В грабово-дубових лісах зростають цінні лікарські рослини: барвінок малий, валер'яна лікарська, звіробій звичайний, проліски дволисті та інші. Цікавими з наукової точки зору є  ділянки культур ясена високого і бука європейського. 
Види степової рослинності: вишня степова, мигдаль степовий, терен колючий, горицвіт весняний, зіновать руська, зіновать австрійська, келерія струнка, ковила волосиста, костриця борозниста, костриця валіська, молочай несправжньохряшуватий, молочай кипарисовий, осока гірська і низька, тимофіївка степова, чебрець український, горошок паннонський, шавлія поникла та кільчаста. Середземноморські види: дерен справжній (кизил), гордовина, купина широколиста, осока парвська, скумпія звичайна, шоломниця висока. 

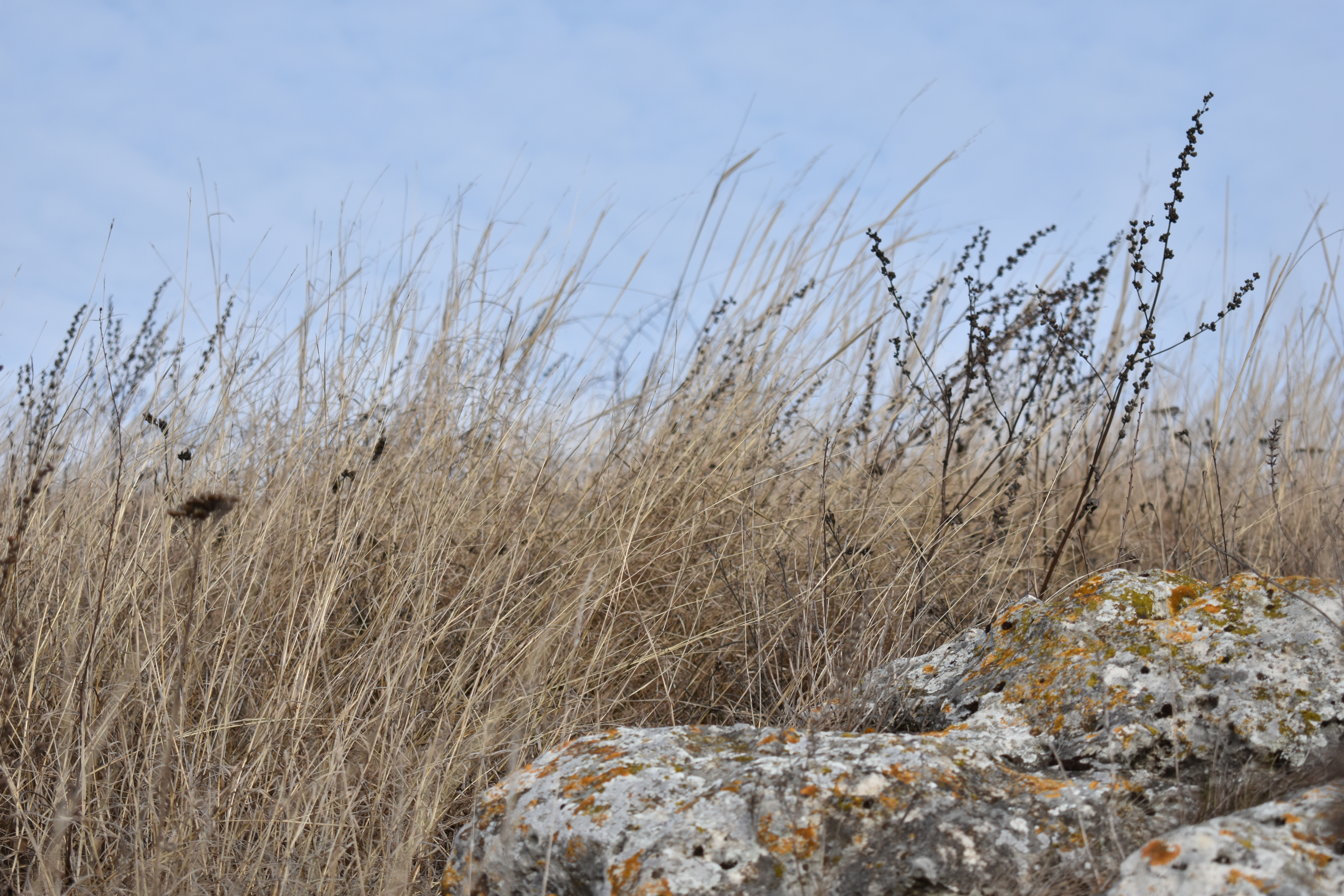
Рослинність заказника «Григорівська гора»

На схилах та днищах балок поширена різнотравно-бобово-злакова рослинність: тонконіг вузьколистий та лучний, костриця червона та лучна, стоколос безостий, люцерна хмелевидна, лядвенець рогатий, конюшина повзуча та лучна, подорожник ланцетолистий, деревій звичайний, цикорій дикий, перстач гусячий та пісковий, подорожник великий і середній, мітлиця повзуча, череда трироздільна, хвощ польовий, тимофіївка лучна, конюшина повзуча, астрагал еспарцетний, самосил звичайний та гірський, родовик малий, маренка рожева, бородач звичайний, нечуйвітер отруйний, бедринець ломикаменевий, відкасник Біберштейна, цмин пісковий та чина лучна. Із осок трапляються рання, заяча, струнка і звичайна. 

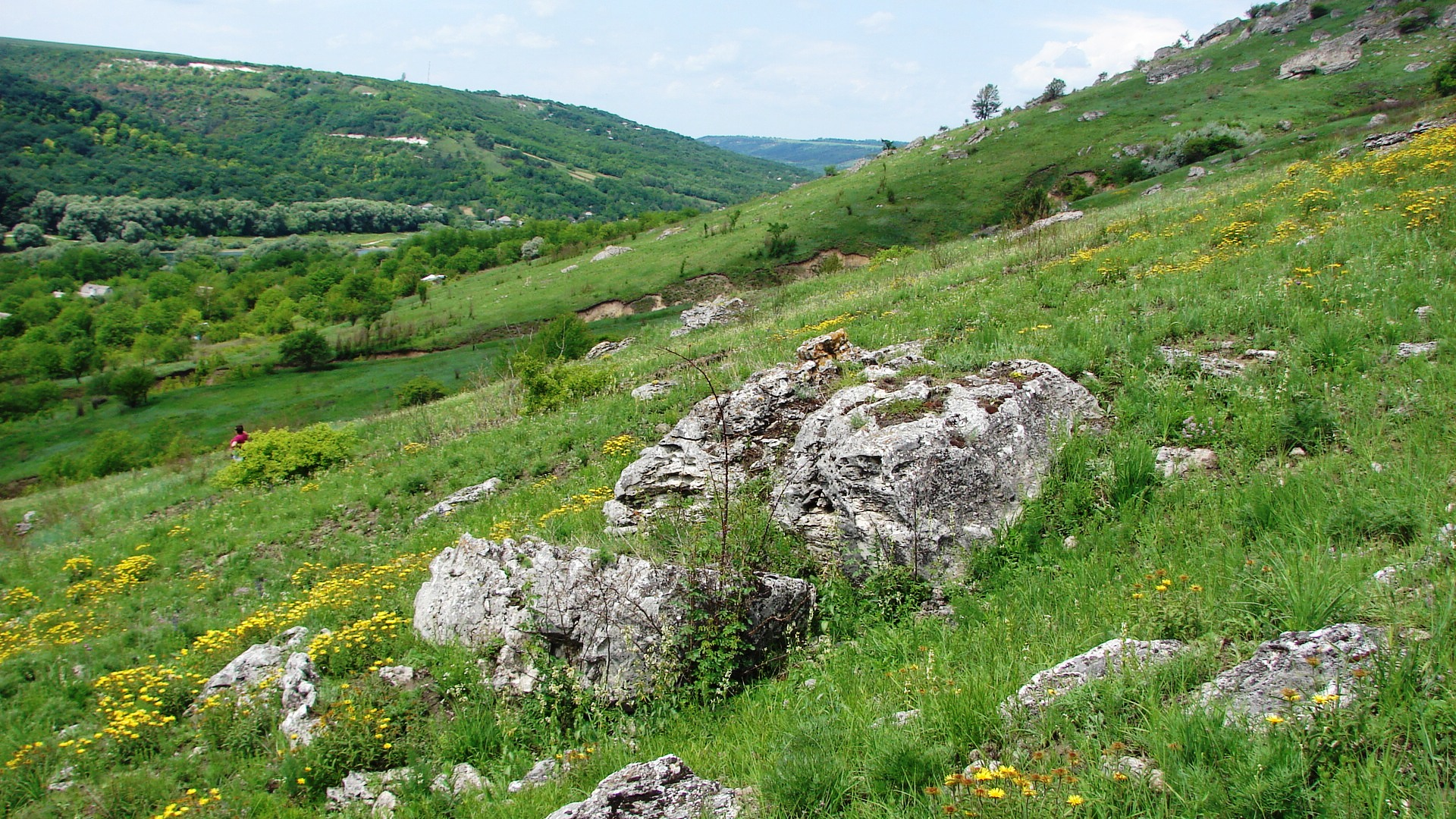
РЛП Дністер на північ від м. Могилів-Подільський

Вздовж невеликих водотоків і струмків формуються угруповання заливних лісів із верби білої, де в чагарниковому ярусі домінує адвентивний вид аморфа кущова, зустрічаються також бузина чорна, дерен справжній, жостір проносний, в трав'яному покриві домінують сідач коноплевий, бутень запашний, комиш лісовий.
В агроценозах трапляються осот рожевий, берізка польова, пирій повзучий, волошка синя, мишій сизий, щириця звичайна, гірчиця польова, кукіль звичайний, повитиця, хвощ польовий. 
Серед регіонально рідкісних видів трапляються анемона лісова, барвінок малий і трав'янистий, півники угорські, сальвінія плаваюча, зозулинець блощичний. 

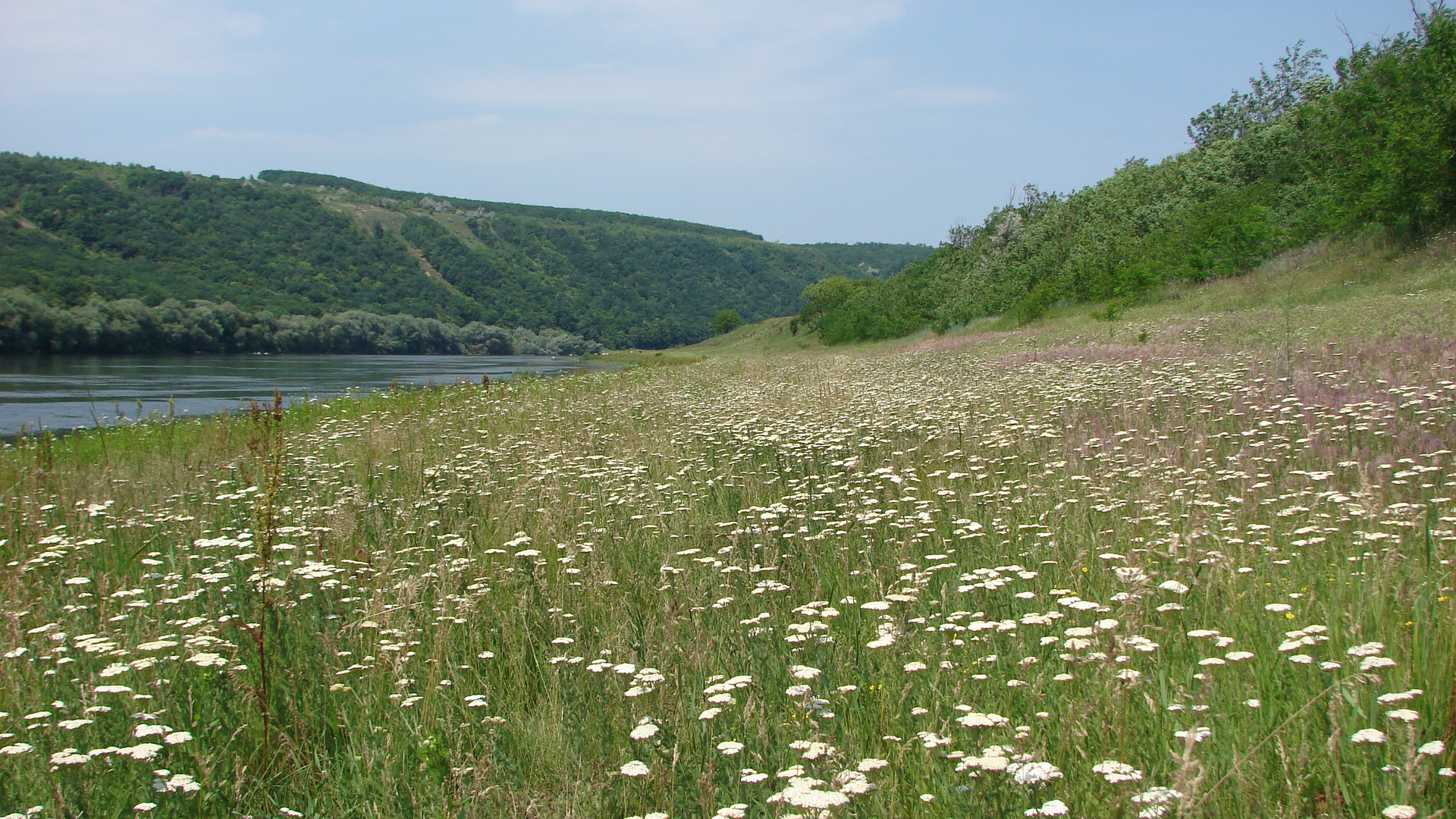
РЛП Дністер на північ від м. Могилів-Подільський

На території парку зростають види, занесені до Червоної книги України: горицвіт весняний, астрагал французький, відкасник татарниколистий, золотобородник цикадовий, зіновать біла, зіновать Блоцького, коручка пурпурова, підсніжник білосніжний, гніздівка звичайна, любка дволиста, клокичка периста. 
Серед інших рідкісних, ендемічних та реліктових видів: берека, бруслина мала, льон бесарабський, мінуарція дністровська, молочай багатоколірний, рокитник подільський, таволга польська, тонконіг різнобарвний, хвощ великий, цибуля круглонога і подільська, чина ряба, шиверекія подільська,  фіалка собача, зірочник лісовий і звичайний, арум Бессера, мальва круглолиста, миколайчики польові, бруслина карликова та іржаста, шипшина собача, глід звичайний та інші. 

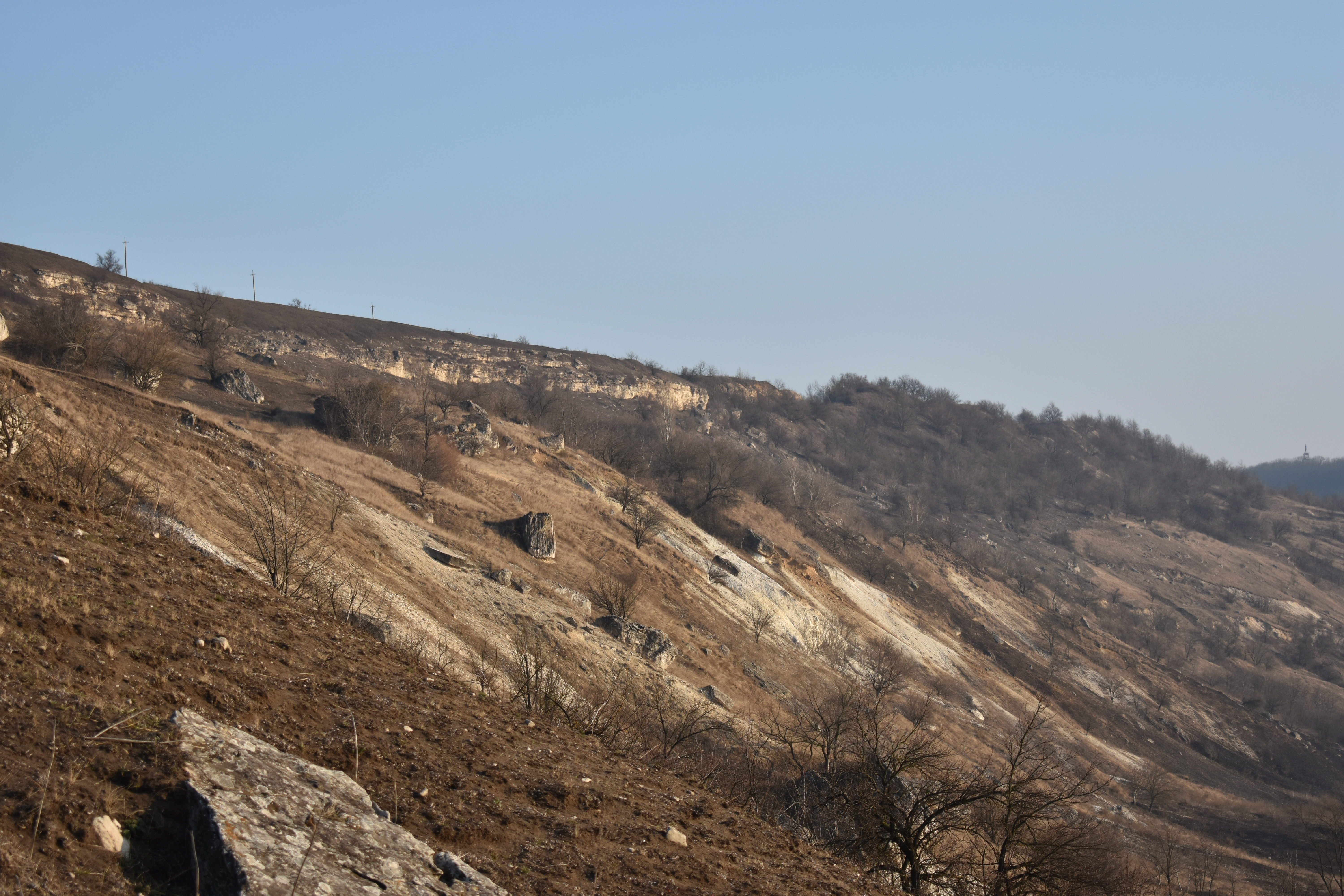
РЛП Дністер в околицях м. Могилів-Подільський

У Парку виявлені наступні типи оселищ Резолюції № 4 Бернської конвенції, що знаходяться під загрозою і потребують спеціальних заходів охорони: Е 1.11 Євро-сибірські угруповання на уламках скель; Е 1.2 Багаторічні трав'яні кальцифітні угруповання та степи; Е 2.2 Рівнинні та низькогірні сінокосні луки; F 3.247 Понтично-сарматські листопадні чагарникові зарості; G1.21 Прирічкові ясенево-вільхові ліси зі змінним зволоженням; G 1.7 Термофільні листопадні ліси; G1.А1 Дубово-ясенево-грабові ліси на евтрофних і мезотрофних ґрунтах; Н1 Підземні печери, печерні системи, печерні проходи та водойми;  Н 3.2 Основні та ультраосновні континентальні кліфи; Х 18 Степи, що заростають лісом  

## Тваринний світ
В репродуктивний період у Парку налічується 106 видів птахів, під час сезонних міграцій — 146 видів. Найчисельніші з них крижень (понад 9000 ос.), гоголь (понад 4000 ос.), лебідь-шипун (понад 3000 ос.), чернь чубата (понад 800 ос.) та ін. У Парку мешкають понад 40 видів ссавців, 10 видів земноводних і 6 видів плазунів, понад 30 видів риб.

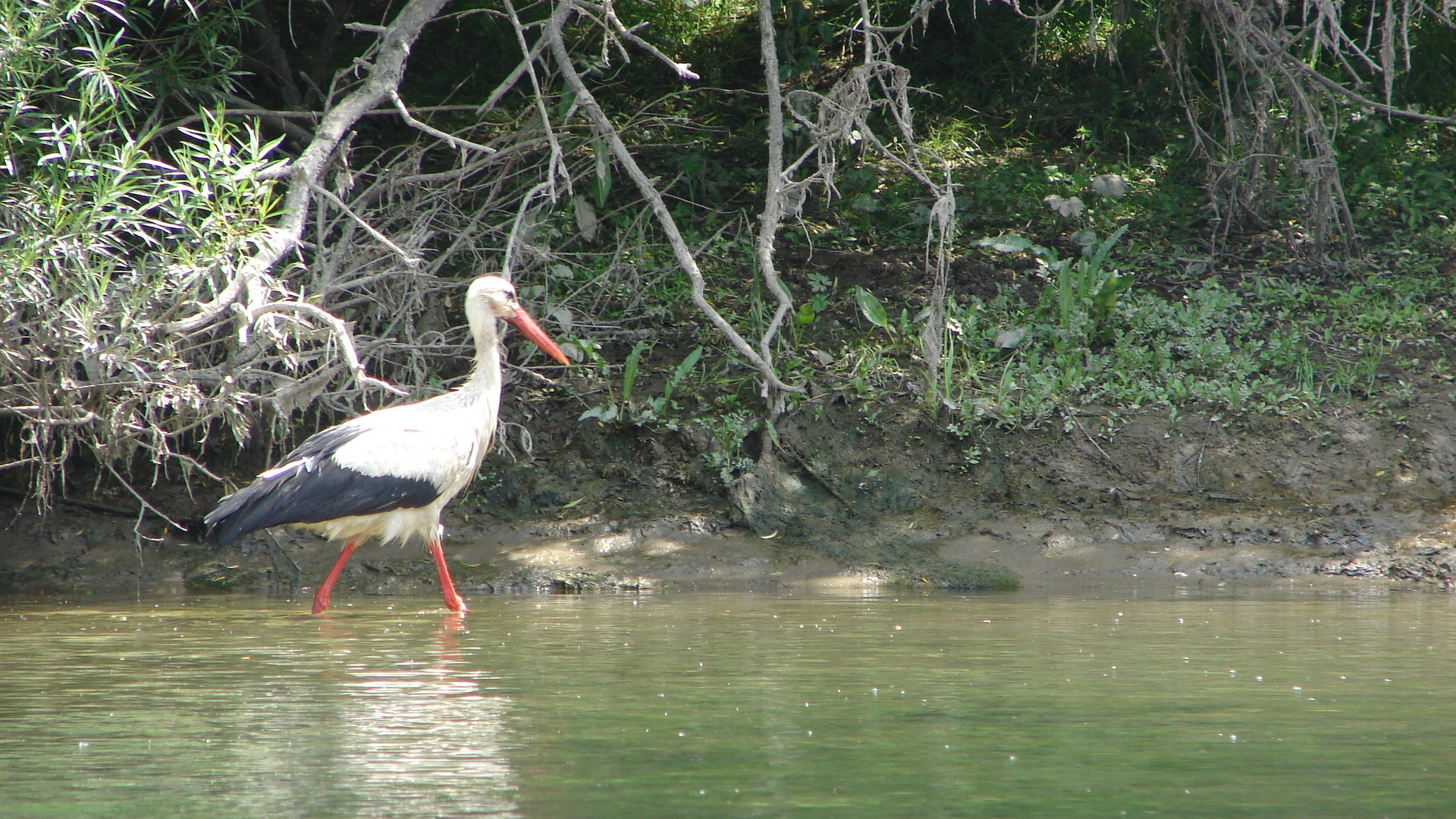
Лелека

Комахи парку представлені такими видами: стрічкарка орденська малинова, бранея Христофа, махаон, подарілій, синявець римнус, красик веселий, синявець Мелеагр, турун угорський, красотіл пахучий, ковалик Паррейса, аскараф строкатий, ктир велетенський, джміль моховий, джміль лезус, джміль іспанський, джміль глинистий, ксилокопа звичайна, ксилокопа фіолетова, сколія-гігант, сколія степова, дибка степова, богомол звичайний.
Серед земноводних трапляються жаба гостроморда, часничниця звичайна, ропуха зелена, кумка озерна, жаба озерна, жаба ставкова, жаба трав'яна, ропуха сіра; з плазунів - черепаха болотяна, ящірка живородна, ящірка прудка, вуж звичайний, вуж водяний, полоз жовточеревий, полоз чотирисмугий, мідянка звичайна.

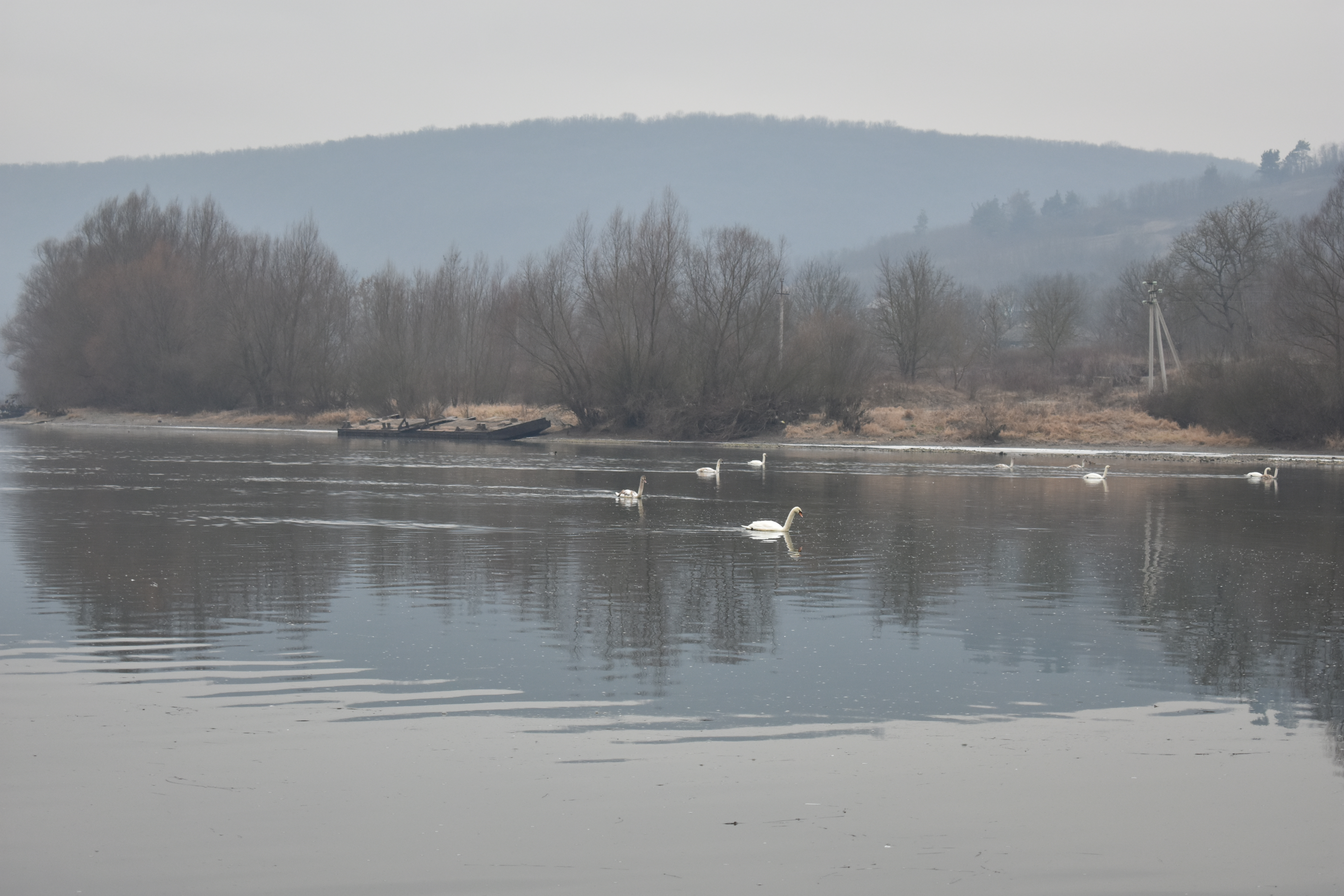
Зграя лебедів

З птахів поширені: горобці хатній та польовий, жайворонки польовий та лісовий, ворона чорна, грак, дятел звичайний, зозуля звичайна, синиці велика та блакитна, сойка. Також трапляються пугач звичайний, баклан великий, скопа, крижень, широконіска, лунь польовий та степовий, яструб великий, канюк звичайний, осоїд, орел-карлик, сови сіра, болотяна та вухата, куріпка сіра, галка, сорока, голуб сизий, голуб-синяк, горлиці звичайна та горлиця садова, крячок річковий, курочка водяна, сиворакша, одуд, підсоколик великий, боривітер звичайний, боривітер степовий, яструб малий, шпак звичайний, бджолоїдки звичайна та зелена, дятел строкатий, костогриз, сорокопуд сірий, очеретянка велика, дрозди чорний та співочий, пастушок, перепілка, коловодники лісовий та ставковий, пісочник малий, сич хатній, серпокрилець чорний, щиглик, коноплянка, зяблик, просянка, вівсянки звичайна, садова та очеретяна, плиски біла та жовта, щеврик лісовий, дятел чорний,  мухоловка сіра, кропив'янки садова, сіра та прудка, вільшанка, ластівки сільська, берегова, дрізд горобинник, гуска сіра, лиска, вівчарик, повзик, пищуха, славка чорноголова, чапля сіра.
Типовими та найбільш поширеними ссавцями на території Парку є  заєць сірий, лисиця звичайна, куниця кам'яна, сарна європейська, свиня дика, їжак європейський, ондатра, ховрах, хом'як звичайний, кріт європейський, миша польова. Також трапляються білозубки мала та білочерева, нічниця ставкова, широковух європейський, нетопирі карликовий та лісовий; ховрахи європейський, рябий та малий; нутрія, вовчок сірий, мишівка степова, сліпак звичайний, миша хатня, пацюк сірий, полівки степова та звичайна, єнот уссурійський, вовк, ласиця, тхір степовий, перегузня звичайна, борсук, вивірка.
У межах Парку трапляються види тварин, занесені до Резоюції 6 Бернської конвенції: жук-олень, білизна звичайна, щипавка звичайна, пічкур-білопер дністровський, йорж дунайський, в'юн звичайний, гірчак європейський, золотиста щипавка, чіп малий, тритон гребінчастий, рибалочка блакитний, беркут, підорлик малий, чапля руда, бугай, пугач звичайний, дрімлюга, чепура велика, крячок чорний, лелека білий, змієїд, лунь очеретяний та лучний, деркач, дятел середній та сирійський, кібчик, бугайчик, сорокопуд терновий та чорнолобий, синьошийка, шуліка чорний, жовна сива, кропив'янка рябогруда, видра річкова, нічниця ставкова, нічниця велика, підковик малий.

## Території ПЗФ у складі РЛП
Нерідко, оголошенню національного парку або заповідника передує створення одного або кількох об'єктів природно-заповідного фонду місцевого значення. В результаті, великий НПП фактично поглинає раніше створені ПЗФ. Проте їхній статус зазвичай зберігають. 
До складу території регіонального ландшафтного парку «Дністер» входять такі об'єкти ПЗФ України:
- Ботанічний заказник місцевого значення «Бронницька гора»
- Ботанічний заказник місцевого значення «Григорівська гора»
- Ботанічний заказник місцевого значення «Криштофорівська гора»
- Ботанічний заказник загальнодержавного значення «Бронницький»
- Парк-пам'ятка садово-паркового мистецтва місцевого значення «Бронницький парк»
- Парк-пам'ятка садово-паркового мистецтва місцевого значення «ЦПКіВ м. Могилів-Подільського»
- Ботанічний заказник загальнодержавного значення «Білянський ліс»
- Комплексна пам'ятка природи загальнодержавного значення «Урочище Стінка»

## Історико-культурна спадщина

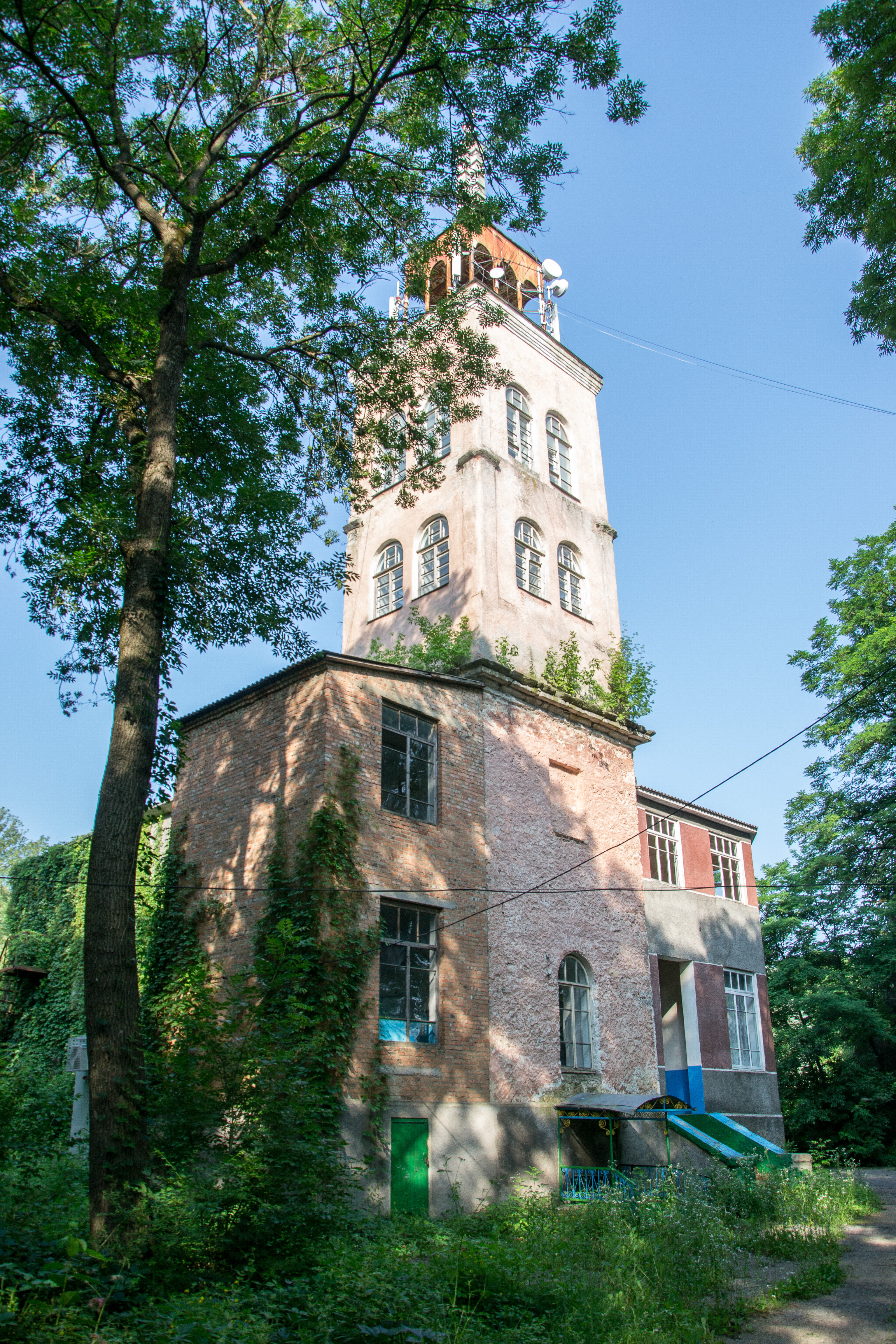
Садиба Вітгенштейнів у Бронниці, пам'ятка архітектури, кінець ХІХ ст.
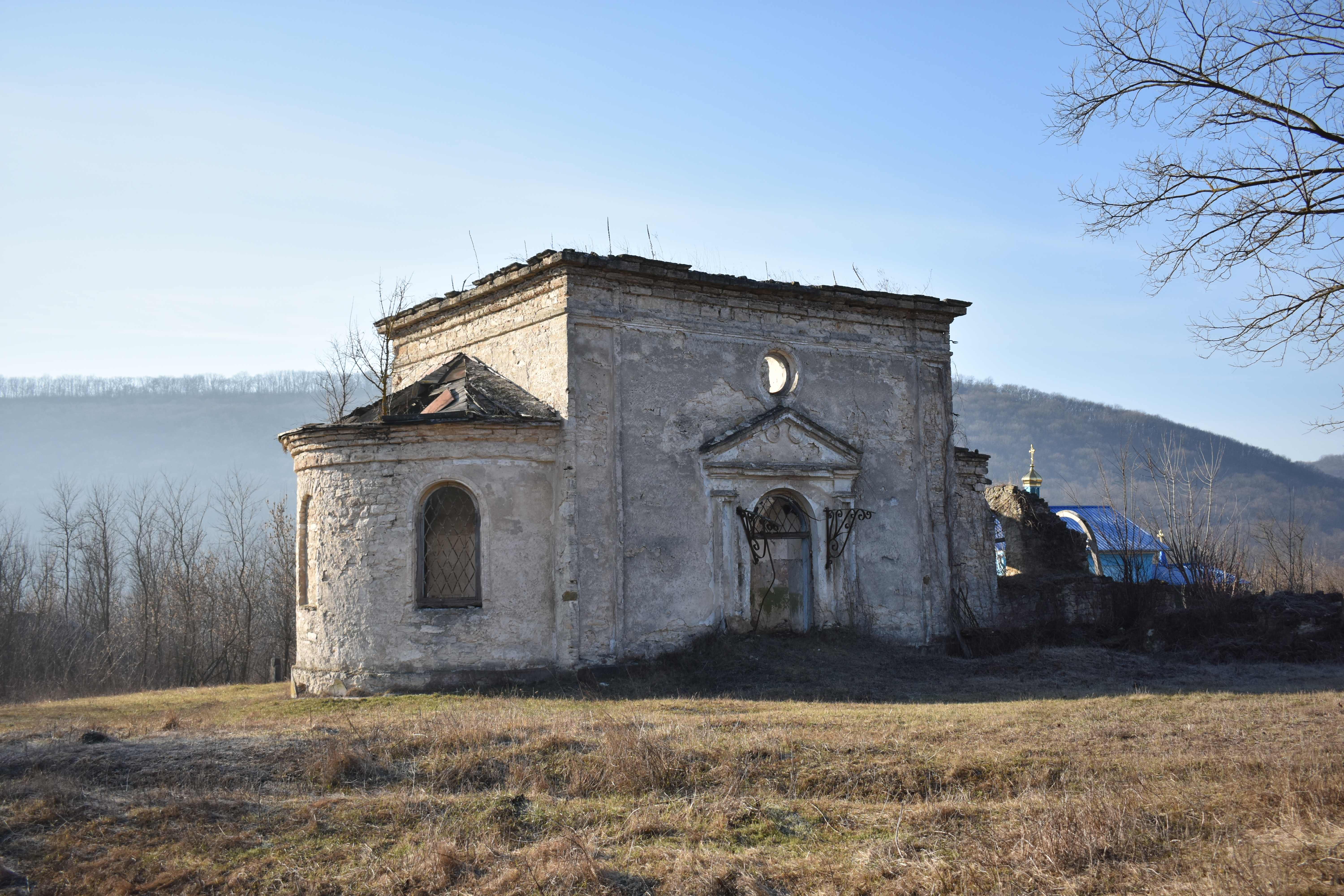
Церква у Садківцях, 1865 р.
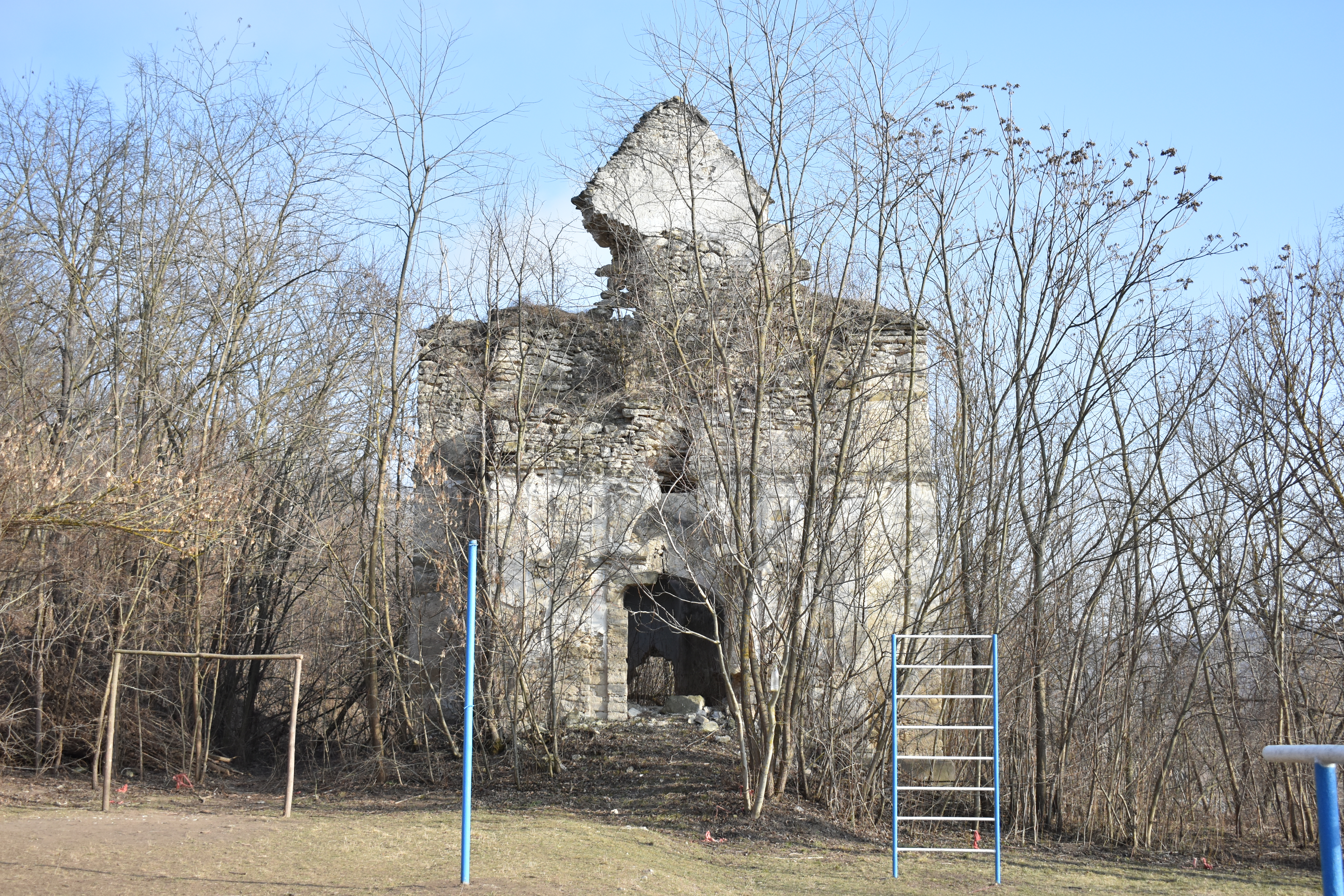
Церква у Григорівці, 1813 р.
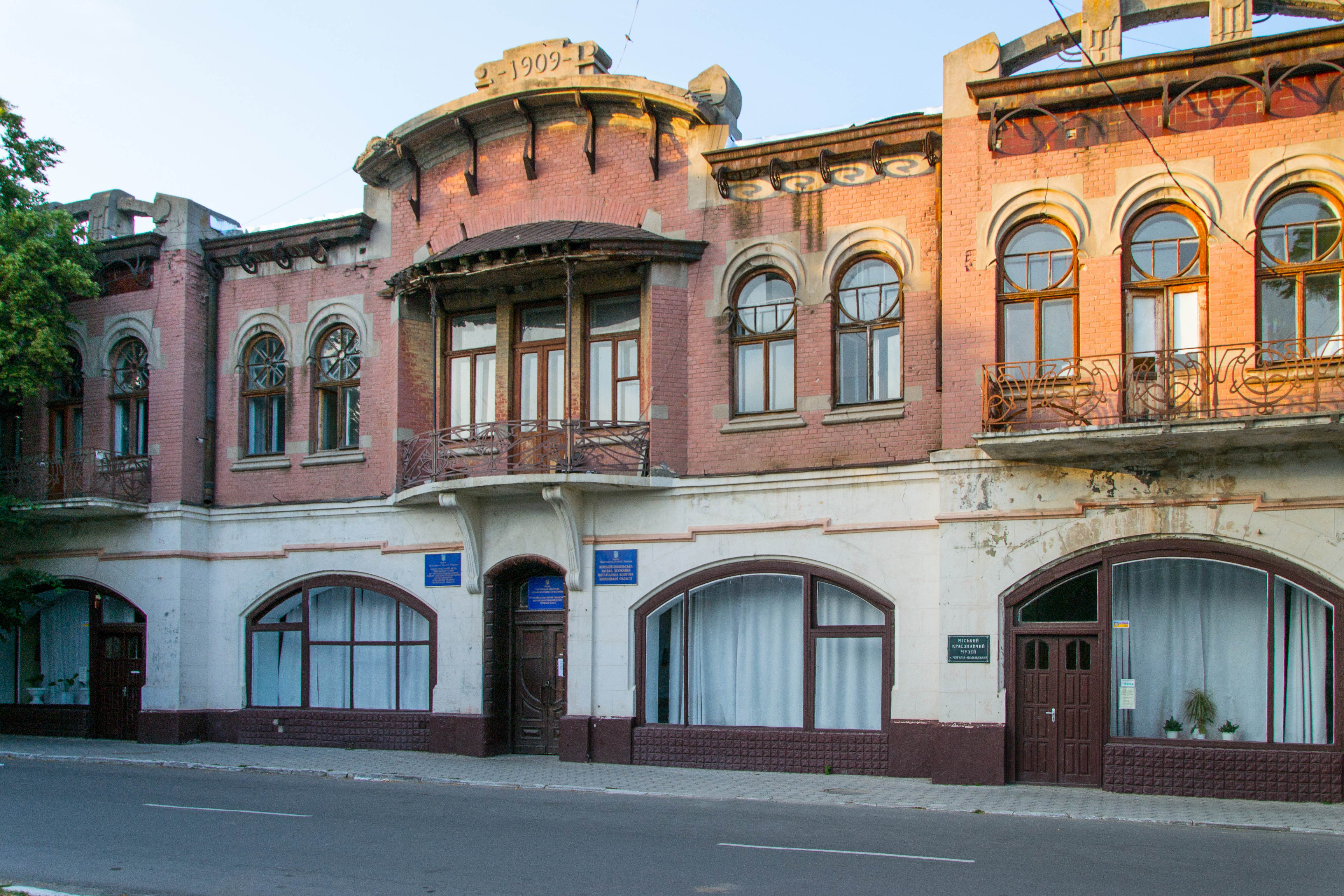
Комплекс будівель купця, м. Могилів-Подільський, пам'ятка архітектури, 1909 р.
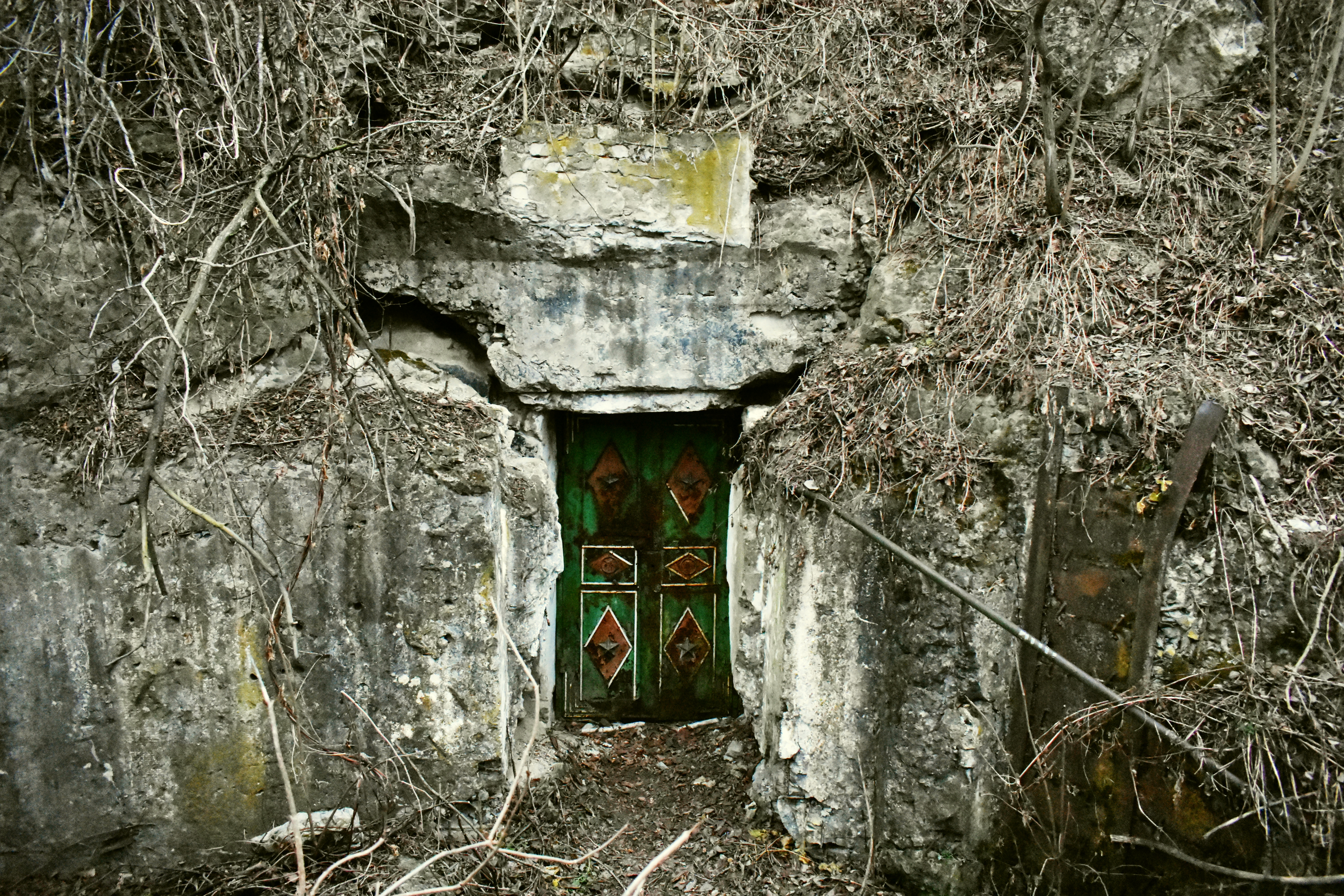
ДОТ 112, Могилів-Ямпільський укріпрайон, Лінія Сталіна